# Rinorea pugionifera
Rinorea pugionifera (Oudem.) H.Perrier – gatunek roślin z rodziny fiołkowatych (Violaceae). Występuje endemicznie w zachodniej części Madagaskaru. 

## Morfologia
PokrójZrzucające liście drzewo.
LiścieBlaszka liściowa ma owalnie lancetowaty lub lancetowaty kształt. Mierzy 1,5–10 cm długości oraz 2–4 cm szerokości, jest karbowana na brzegu, ma klinową nasadę i ostry wierzchołek. Przylistki są równowąskie i osiągają 18 mm długości. Ogonek liściowy jest nagi i ma 5–8 mm długości.
KwiatyZebrane w gronach o długości 2–4 cm, wyrastają z kątów pędów. Mają działki kielicha o owalnym kształcie i dorastające do 1–2 mm długości. Płatki są owalnie lancetowate, mają białą barwę oraz 5 mm długości.

## Biologia i ekologia
Rośnie w lasach. 